# Eileen Dietz

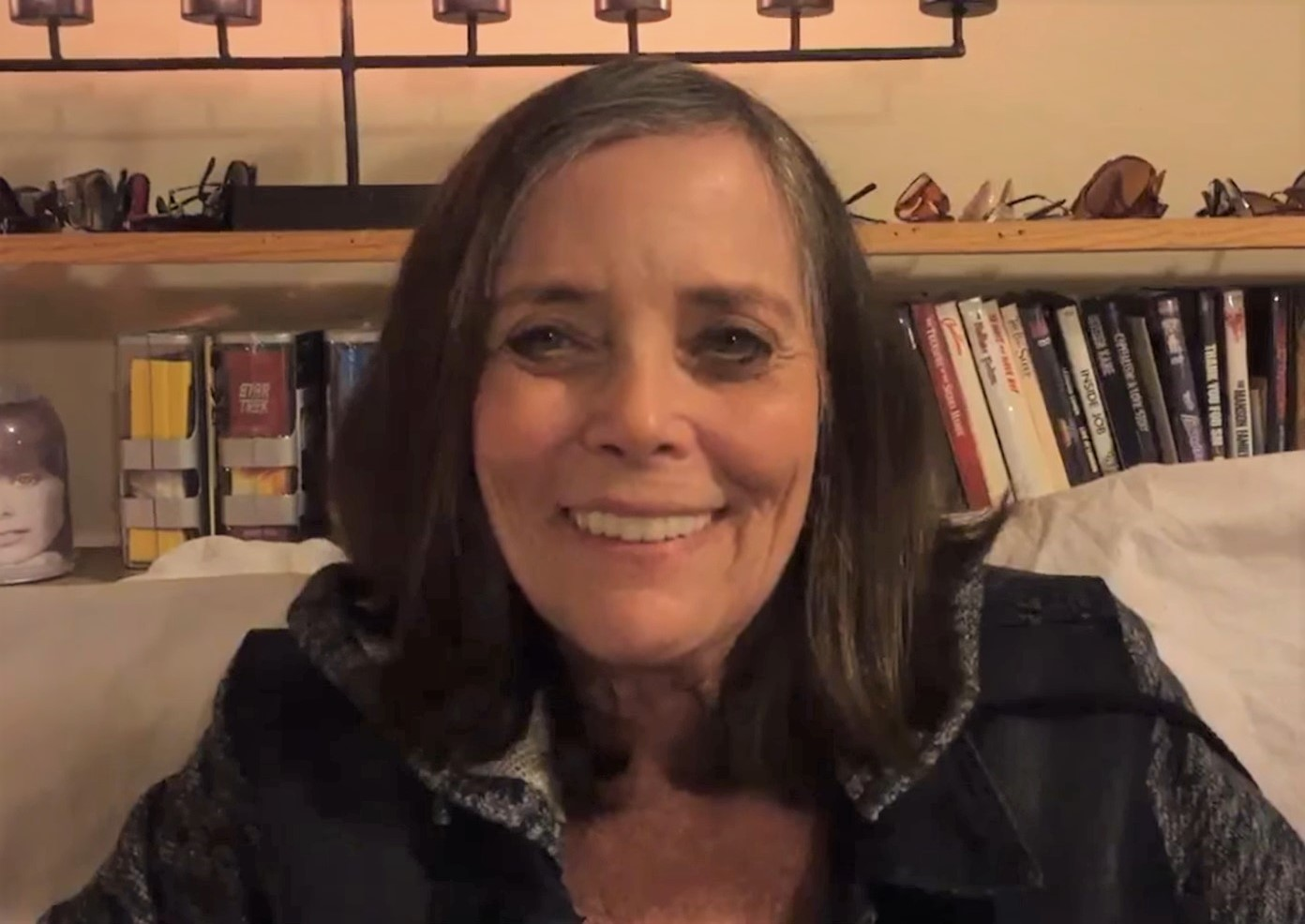
Eileen Dietz, 2017

Eileen Dietz (* 11. Januar 1944 in Bayside, New York) ist eine US-amerikanische Schauspielerin, die für ihre Arbeit an vielen Horrorfilmen, wie beispielsweise Der Exorzist, aber auch in Serien wie Springfield Story oder General Hospital, bekannt ist.

## Leben
Als Kind war Dietz neben ihrer Zwillingsschwester Marianne DeFossey in sehr vielen Werbespots zu sehen. Mit 12 Jahren begann sie, Schauspielunterricht beim Neighborhood Playhouse zu nehmen. Ihr Schauspieldebüt machte sie schließlich im Jahr 1963 als kleine Gastrolle in der amerikanischen Fernsehserie The Doctors. Kurze Zeit später wurde sie für eine größere Rolle in der Seifenoper Love of Live gecastet. Ihr Spielfilmdebüt hatte Dietz als Ellie in Teenage Gang Debs. Im darauf folgenden Jahr verkörperte sie Penny Wohl im Independentfilm David Holzman's Diary. Der Film gewann ein eher kleines Publikum, allerdings wurde ein Foto aus Dietz’ Nacktszene im Life Magazine gezeigt. Sie konnte sich später nicht mehr daran erinnern, für die Rolle vorgesprochen zu haben, fügte aber hinzu, dass der Film „nett zu drehen“ gewesen sei.
Die späten 60er und frühen 70er-Jahre arbeitete Dietz größtenteils an Theaterproduktionen. Dort war sie unter anderem 1970 bei der Premiere von Jay Friedmans Steambath im Truck and Warehouse Theater zu sehen. 1972 spielte sie eine androgyne Ausreißerin bei der Premiere von Joyce Carol Oates Ontological Proof of My Existence. Dieser Rolle verdankte sie eine Einladung zu einem Screentest für den weltweit bekannten Horrorfilm Der Exorzist. Dort wurde sie schließlich für zwei Rollen gecastet: Den Dämon und die „besessene Regan“ (Linda Blair in menschlicher Gestalt). In diesen Rollen war Dietz allerdings nur 8 bis 10 Sekunden auf der Leinwand zu sehen.
Nach dem großen Erfolg von Der Exorzist gewann Dietz vor allem Begehren im Fernsehen und spielte als Gaststar in einer Reihe von Serien, darunter Planet der Affen, Korg: 70.000 B.C., Barnaby Jones und Happy Days, mit. Im Film war sie erstmals wieder 1977 als Linette Waterman in der Seifenoper Springfield Story und Stern meines Lebens (You Light Up My Life) und 1979 in Saat des Wahnsinns – Clonus Horror (Clonus Horror) zu sehen.
1980 schloss sich Dietz als Sarah Abbott, eine Rolle, die sie mehrere Jahre lang verkörperte, der Besetzung von General Hospital an. Sie tauchte außerdem als Gaststar in Trapper John, M.D. und im Horrorfilm Freeway Maniac auf. Aktuellere Auftritte beinhalten Naked in the Cold Sun, Hurricane Festival, Bad Guys, Exorcism, The Mojo Cafe, Neighborhood Watch, Constantine, Karla, Creepshow 3, Dog Lover's Symphony und Tracing Cowboys.
2009 war ein sehr arbeitsintensives Jahr für Dietz. Sie spielte in den Filmen Stingy Jack, Halloween 2, See How They Run, Butterfly, Second Coming of Mary, Legend of the Mountain Witch und in Monsterpice Theatre Volume 1.
Dietz ist seit 1984 mit Thomas Albany verheiratet. Ihre zweite Schwester, Denise Dietz, ist eine erfolgreiche Autorin.